# 彼特曼大桥
彼特曼大桥（英語：Batman Bridge），位于澳大利亚塔斯馬尼亞州北部，是一座跨越塔马尔河的现代桥梁。大桥承载彼特曼公路，连接西塔马尔公路（A7州道）和东塔马尔公路（A8州道），大桥东端为希尔伍德，西端为德维尔特。大桥可俯瞰德维尔特帆船俱乐部，以朗塞斯顿商人及墨尔本创建者之一约翰·彼特曼的姓氏命名。

## 设计
大桥建于1966至1968年，是澳大利亚的第一座斜拉桥，也是世界上最早的单塔斜拉桥之一。主跨206米，A型钢桥塔高91米，桥面宽10.3米。桥塔位于塔马尔河西岸，塔基建在牢固的辉绿岩之上，承担了78%的主跨重量。两端桥台之间的桥长为432米，东岸为无法支撑桥梁的软土地质，因此由引桥承载公路穿过这段软土地段，引桥由四根桥墩支撑，桥墩均建在深入软土层达18米的桩基上。大桥采用钢桥面，虽然比混凝土更轻，但在施工期间需要更多的现场焊接。

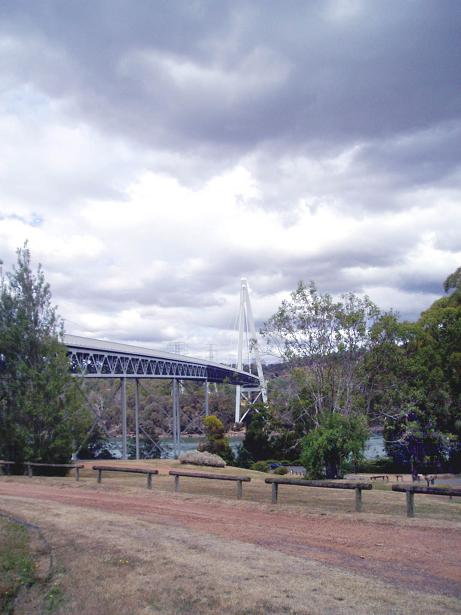
从西岸看彼特曼大桥
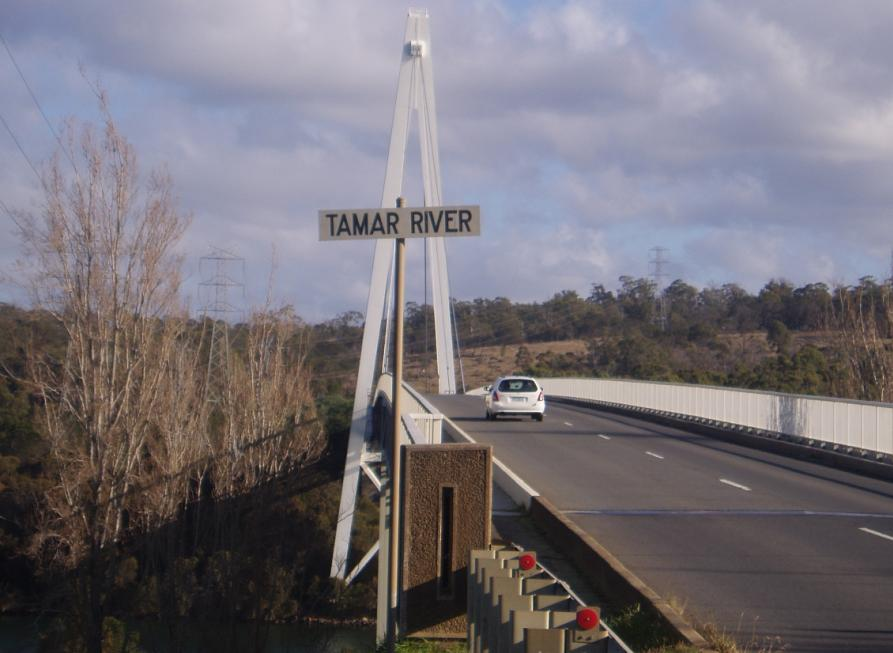
彼特曼大桥东桥头